# Villa Paternò
La Villa Paternò (già Villa Faggella) è un edificio residenziale di Napoli sito in cupa delle Tozzole, una stradina secondaria di via nuova San Rocco.

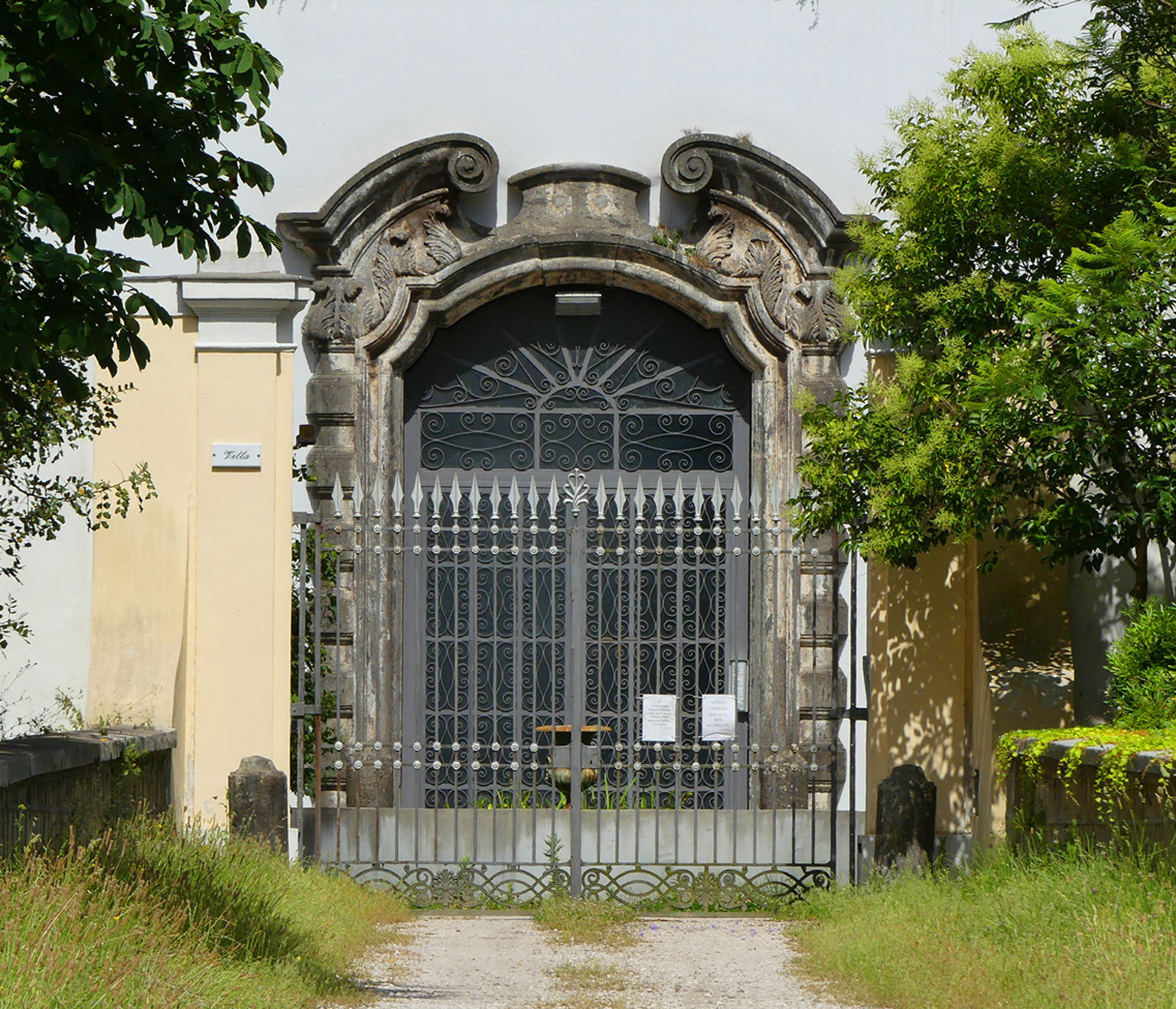
Portale monumentale della villa

Fu proprietà di un membro della Casa Paternò siciliana che si era trasferito a Napoli, ed è una delle ville che meglio rappresentano l'architettura partenopea del Settecento, per i suoi tratti estremamente razionali, d'ispirazione palladiana.
La villa ha ospitato ed ispirato molti uomini illustri; in questo luogo trovarono conforto, e idee per le loro creazioni, artisti come Edgar Degas, che a Napoli dipinse una pregevole veduta di Castel Sant'Elmo; oppure, il maresciallo Lanusse che fu al fianco di Napoleone nelle difficili battaglie di Auerstädt ed Aboukir.
L'edificio è stato anche protagonista di opere letterarie che hanno decantato la storia napoletana e quella europea.
La villa, architettonicamente, ha saputo associare fattori strutturali ed ambientali.
Alla struttura lavorarono valenti architetti, che furono i protagonisti a Napoli del passaggio dal rococò al classicismo (come Ignazio Cuomo, Gaetano Barba e Giovan Battista Nauclerio).